# Кеті Фіндлей
Кеті Фіндлей (англ. Katie Findlay, нар. 28 серпня 1990, Віндзор) — канадська акторка. Відома своєю роллю Роузі Ларсен в американському кримінально-драматичному телесеріалі Убивство. З 2013 по 2014 рік грала Меггі Ландерс в підлітковій драмі Щоденники Керрі телеканалу The CW. Зіграла Бонні у фантастичному трилері Філософи (2013). У 2014 році отримала головну роль в т/с Як уникнути покарання за вбивство.

## Життєпис

### Ранні роки
Фіндлей народилася 28 серпня 1990 р. у Віндзорі, Онтаріо, Канада. Вона живе на західному узбережжі міста Ванкувер. Була балериною протягом дванадцяти років, поки не отримала травму спини. Любить мистецтво, історію, співати, комікси та йогу. Кеті — португальського, китайського, англійського та шотландського походження.

### Кар'єра
Фіндлей отримала першу роль на ТБ як запрошена зірка в науково-фантастичному телесеріалі Межа мережі Fox. Зіграла Роузі Ларсен в т/с Убивство. Стала запрошеною зіркою у кількох телесеріалах, включаючи Шах і мат, Континуум і Зоряна брама: Всесвіт. 27 лютого 2012 р. Кеті обрана на роль Меггі Ландерс в підлітковій драмі Щоденники Керрі, приквел до т/с Секс і Місто. У 2012 р. отримала роль Бонні у фантастичному трилері Філософи.
У березні 2014 р. Фіндлі отримала постійну роль Ребекки Саттер в т/с Як уникнути покарання за вбивство.

## Фільмографія
| Рік  | Українська назва      | Оригінальна назва              | Роль            | Примітки               |
| ---- | --------------------- | ------------------------------ | --------------- | ---------------------- |
| 2011 | Місце катастрофи      | Crash Site: A Family in Danger | Френсіс Сандерс |                        |
| 2011 | Інструмент юстиції    | An Instrument of Justice       | Міс             | Короткометражний фільм |
| 2013 | Філософи              | After the Dark                 | Бонні           |                        |
| 2014 | Хочу. Не можу         | Premature                      | Габріелла       |                        |
| 2015 | Таємничий незнайомець | The Dark Stranger              | Леа Гаррісон    |                        |
| 2015 | Джем і голограми      | Jem and The Holograms          | Мері Філліпс    |                        |

| Рік       | Українська назва                  | Оригінальна назва                     | Роль             | Примітки                       |
| --------- | --------------------------------- | ------------------------------------- | ---------------- | ------------------------------ |
| 2010      | Межа                              | Fringe                                | Джилл Редмонд    | епізод: «Людина з іншого боку» |
| 2010      | Ясновидець                        | Psych                                 | Мінка            | епізод: "Шон 2.0"              |
| 2011–2012 | Убивство                          | The Killing                           | Роузі Ларсен     | 13 епізодів                    |
| 2011      | Шах і мат                         | Endgame                               | Мейсі Макдональд | епізод: «Інша сторона літа»    |
| 2011      | Зоряна брама: Всесвіт             | Stargate Universe                     | Еллі             | 2 епізоди                      |
| 2012      | Континуум                         | Continuum                             | Лілі Джонс       | епізод: «Випробування часу»    |
| 2013–2014 | Щоденники Керрі                   | The Carrie Diaries                    | Меггі Ландерс    | Головна роль; 22 епізоди       |
| 2014-2015 | Як уникнути покарання за вбивство | How to Get Away with Murder           | Ребекка Саттер   | Головна роль                   |
| 2015      |                                   | Karen Kingsbury's The Bridge (Part 1) | Molly Callens    |                                |
| 2016      |                                   | Karen Kingsbury's The Bridge (Part 2) | Molly Callens    |                                |
| 2017      |                                   |                                       |                  |                                |
| 2018      |                                   |                                       |                  |                                |
| 2019      | Ненсі Дрю                         | Nancy Drew                            | Лізбет           | Періодична роль                |